# Hoplosauris laetaria
Hoplosauris laetaria är en fjärilsart som beskrevs av Otto Staudinger 1898. Hoplosauris laetaria ingår i släktet Hoplosauris och familjen mätare. Inga underarter finns listade i Catalogue of Life.